# Sadkowo (województwo mazowieckie)
Sadkowo – wieś sołecka w Polsce położona w województwie mazowieckim, w powiecie płońskim, w gminie Dzierzążnia. Leży nad Płonką.
W latach 1975–1998 miejscowość położona była w województwie ciechanowskim.